# Annie Major-Matte
 (juin 2020).
Pour les articles homonymes, voir Major (homonymie).
Annie Major-Matte est une auteure-compositrice-interprète et actrice canadienne, née au Québec en 1979.

## Biographie

### Jeunesse
Annie Major-Matte est originaire de Laval. Fille d'un comptable et d'une artiste, elle débute dans le show-business dès l'âge de quatre ans grâce aux contacts de son oncle Pierre Dumont, chanteur auteur-compositeur et saxophoniste.

### Carrière télévisuelle
Annie Major-Matte a joué dans Un homme au foyer, téléroman diffusé sur CFTM 10 (maintenant TVA) durant deux saisons. Durant six ans, elle tient le rôle de Daphné dans Le Club des 100 watts. Elle interprète Marie-Ange Pronovost dans la série Les filles de Caleb. Elle anime l'émission pour enfants Les Frimousses, où elle tient le rôle de Léa de 1999 à 2001.

### Carrière musicale
En 1993, elle chante sur l'album Les Petits Noëls, produit par Groupe concept musique de Guy Trépanier (en 1999, ICE Multimédia fait reparaître l'album avec les personnages d'Adibou, une liste de titres différente de la version originale et un  titre pour l'album : Adibou découvre le temps des fêtes). En 2003 elle est recrutée par Delphinemusik, filiale de GCC communications. L'album Dissidence, dont elle signe la plupart des textes et des musiques, est réalisé par Tino Izzo. Son single Feu de paille est diffusé sur les radios québécoises. En 2004, elle se produit en première partie de la tournée québécoise de Garou, notamment au Centre Bell.

### Carrière Radiophonique
Depuis août 2020 Annie Major Matte anime, de 20h à 23h, l'émission Les Soirées WKND à la station du même nom WKND 99,5 FM.
Le 12 novembre 2021 Annie remporte le prix  pour Animatrice ou chroniqueuse culturelle de l’année aux Rencontres de l'ADISQ
Le 11 novembre 2022 Annie remporte pour une deuxième année consécutive le prix pour Animatrice ou chroniqueuse culturelle de l'année aux Rencontres de l'ADISQ

## Discographie

### Albums
- 1993 : Les Petits Noëls (Groupe concept musique)
- 1999 : Adibou découvre le temps des fêtes ( ICE Multimédia)
- 2003 : Dissidence (Guy Cloutier communications)
- 2017 : EDNA : Major Matte Black (Les Disques Passeport)

## Filmographie

### Télévision
- 1987 : Un homme au foyer (série)
- 1990 : Les filles de Caleb (série) : Marie-Ange Pronovost
- 1990 : Le Marché du couple: Chloé
- 1991: Tristan et Juliette : Chloé
- 1993 : Blanche (mini-série) : Marie-Ange Pronovost, enfant
- 1996 : Marguerite Volant (mini-série) : Anne Petit
- 1989: Le Club des 100 watts - Daphnée Roy
- 1999: Les Frimousses - Léa